# 2097
Năm 2097. Trong lịch Gregory, nó sẽ là năm thứ 2097 của Công nguyên hay của Anno Domini; năm thứ 97 của thiên niên kỷ thứ 3 và của thế kỷ 21; và năm thứ tám của thập niên 2090.